# Cochemiea conoidea

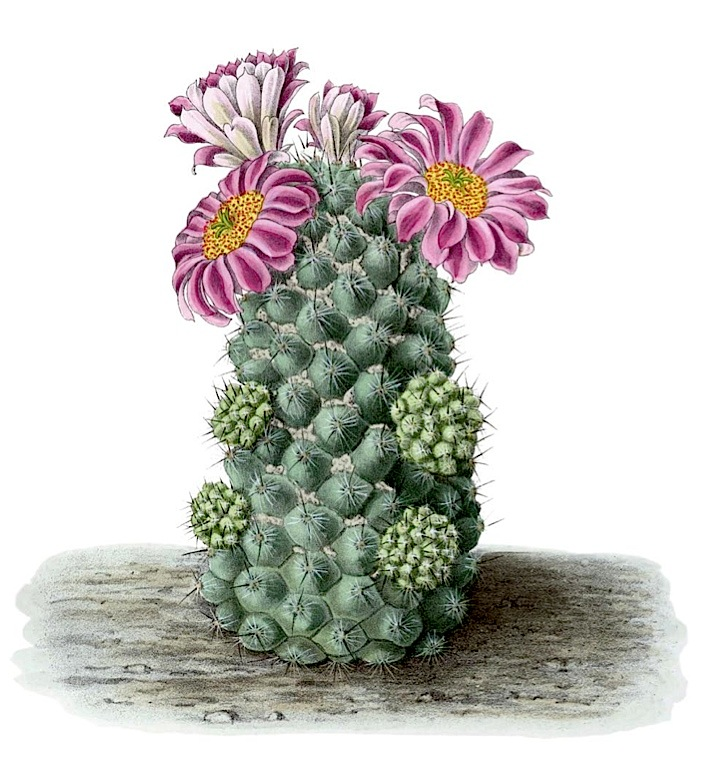
Cochemiea conoidea
Tafel 96 von 1907 aus Blühende Kakteen

Cochemiea conoidea ist eine Pflanzenart aus der Gattung Cochemiea in der Familie der Kakteengewächse (Cactaceae). Das Artepitheton conoidea stammt aus dem Lateinischen, bedeutet ‚konisch‘ und verweist auf die Form der Triebe.

## Beschreibung
Cochemiea conoidea wächst einzeln oder bildet lockere Polster. Die etwas gelblich grünen bis grünen Triebe haben für gewöhnliche weißliche wollige Scheitel und sind kugelförmig bis zylindrisch. Bei einem Durchmesser von 3 bis 6 Zentimeter erreichen sie Wuchshöhen von 5 bis 24 Zentimeter. Rippen sind nur schwach ausgeprägt oder fehlen ganz. Die kegelförmigen, 3 bis 10 Millimeter langen, 6 bis 10 Millimeter breiten Warzen sind deutlich ausgeprägt. Die dimorphen, 3 bis 5 Millimeter großen Areolen sind 8 bis 12 Millimeter voneinander entfernt und weisen eine areolare Furche auf. Der einzelne Mitteldorn, der auch fehlen kann, ist schwarz bis rötlich-braun, gerade und abstehend. Er ist zwischen 5 und 25 Millimeter lang. Es sind 15 bis 16 Randdornen vorhanden.
Die trichterförmigen Blüten sind purpurrot, 2 bis 3 Zentimeter lang und weisen einen Durchmesser von 4 bis 6 Zentimeter auf.

## Verbreitung, Systematik und Gefährdung
Das Verbreitungsgebiet von Cochemiea conoidea reicht vom Süden der Vereinigten Staaten bis nach Zentral-Mexiko.
Die Erstbeschreibung als Mammillaria conoidea wurde 1828 durch Augustin-Pyrame de Candolle veröffentlicht. Peter B. Breslin und Lucas C. Majure stellten die Art 2021 in die Gattung Cochemiea. Weitere nomenklatorische Synonyme sind Echinocactus conoideus (DC.) Poselg. (1853), Cactus conoideus (DC.) Kuntze (1891), Coryphantha conoidea (DC.) Orcutt (1922), Neolloydia conoidea (DC.) Britton & Rose (1922) und Pediocactus conoideus (DC.) Halda (1998).
In der Roten Liste gefährdeter Arten der IUCN wird die Art als „Least Concern (LC)“, d. h. als nicht gefährdet geführt.

## Nachweise